# Henri-Charles Daudin
Pour les articles homonymes, voir Daudin.
Henri-Charles Daudin, né le 6 octobre 1864 à Paris, ville où il est mort le 10 janvier 1917, est un peintre français.

## Biographie
Henri-Charles Daudin naît le 6 octobre 1864 dans le 12e arrondissement de Paris d'un marchand de fromages Jules-Joseph Daudin et Marie-Amélie Bonvalet.
Élève d'Alexandre Cabanel et de Fernand Cormon, il expose au Salon des artistes français de 1888 à 1906 et y obtient une mention honorable en 1888 et une médaille de 3e classe en 1907.

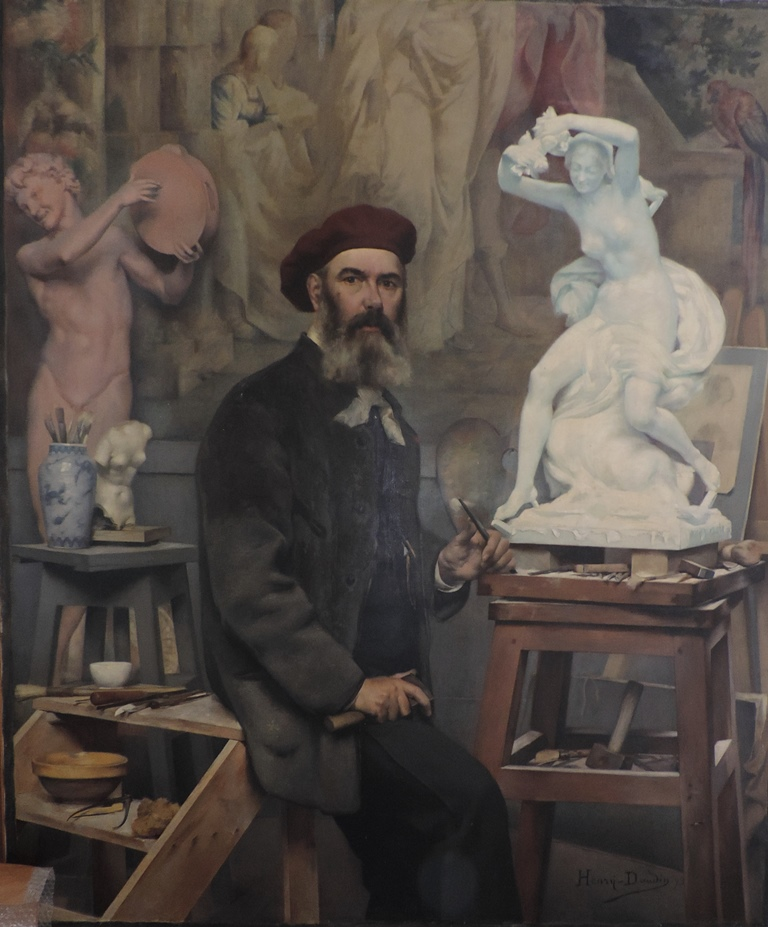
DAUDIN Henri, Justin-Chrysostome Sanson, 1893, huile sur toile. Nemours, Château-Musée, 1903.102.1

Henri-Charles Daudin meurt le 10 janvier 1917 en son domicile dans le 8e arrondissement de Paris.